# Сольца-Велика
Сольца-Велика (пол. Solca Wielka) — село в Польщі, у гміні Озоркув Зґерського повіту Лодзинського воєводства.
Населення — 378 осіб (2011).

## Демографія
Демографічна структура станом на 31 березня 2011 року:
|          | Загалом | Допрацездатний вік | Працездатний вік | Постпрацездатний вік |
| -------- | ------- | ------------------ | ---------------- | -------------------- |
| Чоловіки | 192     | 34                 | 136              | 22                   |
| Жінки    | 186     | 35                 | 112              | 39                   |
| Разом    | 378     | 69                 | 248              | 61                   |